# Diógenes Evergetes
Diógenes Evergetes fue el comandante de la guarnición macedonia en Atenas, desde el 235 hasta el 229 a. C.

## Biografía
Hacia el 235 a. C., se convirtió en gobernador de la guarnición macedonia en Atenas. En el 229 a. C., aceptó retirar sus tropas del puerto de El Pireo a cambio de 150 talentos, liberando así a Atenas de la ocupación militar extranjera por primera vez en 65 años. Por estas razones, fue nombrado «benefactor» (evergetes) de la ciudad. En su memoria, los atenienses le construyeron un gimnasio, el Διογένειον / Diogeneion (construido antes del año 106 a. C., cuando fue restaurado), crearon competiciones en su honor, las Διογένεια / Diogeneas, y el mayor de sus descendientes tenía derecho a un asiento reservado en el Teatro de Dioniso.

## Familia
Se convirtió en ciudadano ateniense en el 229 a. C. y fue inscrito en el demo de El Pireo. Según Christian Settipani, se casó con una hija de Medeo, historiador de Antígono II Gónatas. Probablemente fue el padre de Diógenes, benefactor en 183 a. C.